# Uli Beckerhoff

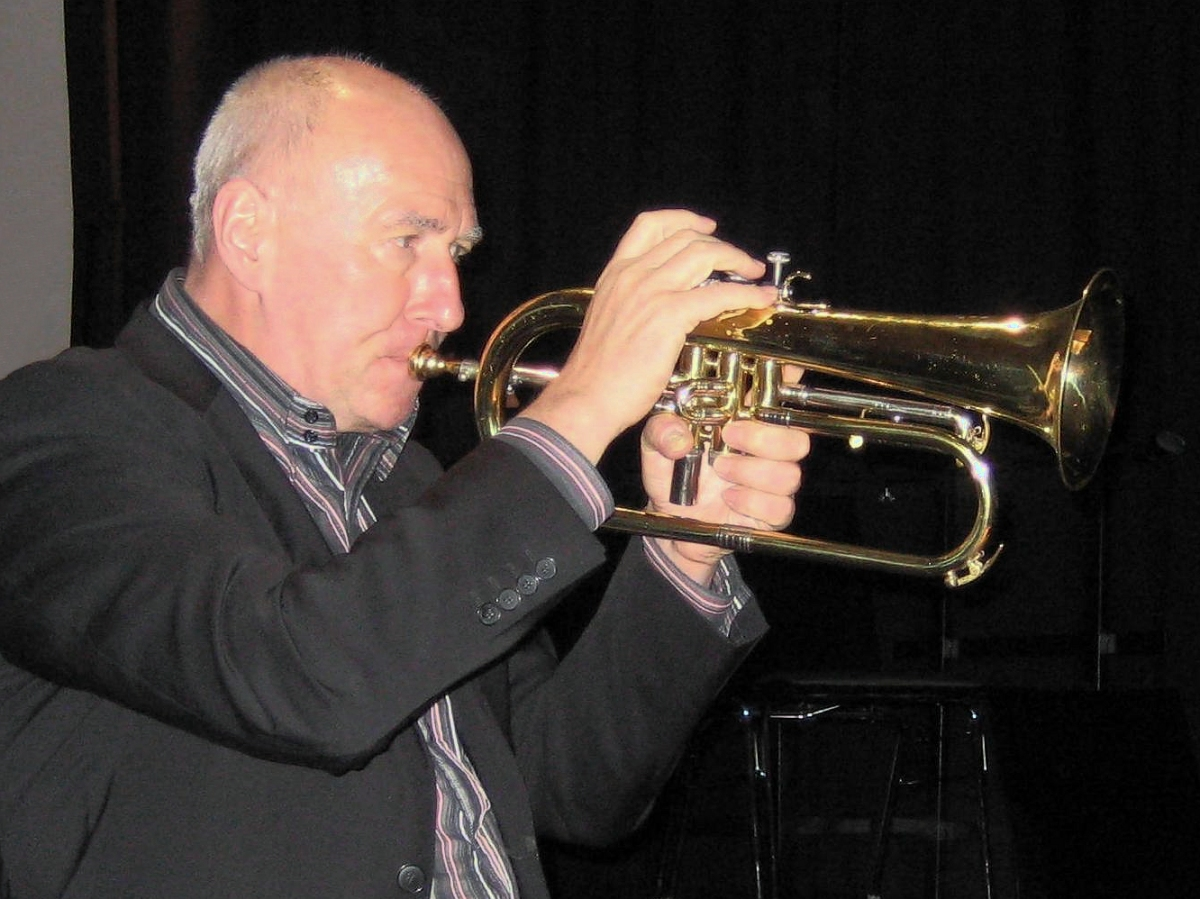
Uli Beckerhoff (2009)

Ulrich „Uli“ Beckerhoff (* 6. Dezember 1947 in Münster) ist ein deutscher Jazzmusiker (Trompete und Flügelhorn). Er war ab 1991 Professor für Jazztrompete und Ensembleleitung an der Folkwang Hochschule in Essen.

## Leben und Wirken
Uli Beckerhoff studierte zunächst Jura, dann Musik in Münster und Köln. 
Beim internationalen Jazz Jamboree in Osnabrück erhielt er 1966 und 1967 den 1. Preis als bester Trompeter. Erstes internationales Aufsehen erregte er auf dem Jazzfestival in Loosdrecht (Niederlande), wo er ebenfalls den 1. Preis als Trompeter belegte. 
Mit dem Saxophonisten Wolfgang Engstfeld gründete er Anfang der 1970er-Jahre das Quintett Jazztrack, zu dem der Bassist Sigi Busch, der Schlagzeuger Heinrich Hock sowie wechselnde Pianisten gehörten.  Anschließend war er Mitbegründer der Gruppen Riot (mit Andy Lumpp, Rainer Linke und Wolfgang Ekholt) und Changes, mit denen er ebenfalls Konzerttourneen durch Europa unternahm, etliche Platten produzierte und auf fast allen großen Jazzfestivals in Europa auftrat. 
Zwischen 1970 und 1985 festigte Beckerhoff seinen Ruf eines technisch versierten, sensiblen und mit einer breiten Ausdrucksskala begabten Trompeters und Komponisten, der ihm wachsende Reputation eintrug. So wurde er 1973 und 1974 von Joachim Ernst Berendt zum New Jazz Meeting Baden-Baden eingeladen und spielte mit dem Michael Gibbs Orchestra 1975 auf den Berliner Jazztagen. 1976 vertrat er die ARD beim EBU-Konzert in Barcelona. 1977 wurde er zu einem internationalen Trumpet Summit nach Amsterdam eingeladen. 
1979 lud der Jazzgitarrist Volker Kriegel ihn gemeinsam mit Engstfeld zu einer vom Goethe-Institut geförderten Afrika-Tournee seines Mild Maniac Orchestra ein. Auf Einladung der staatlichen Künstleragentur trat Beckerhoff in der damaligen DDR auf. Mit Jazztrack erhielt er den 1. Preis des Westfälischen Kunstvereins in Münster sowie als Solist den Förderpreis Musik der Stadt Bremen. Daneben arbeitete er seit Beginn der 1970er-Jahre als Pädagoge, wie unter anderem auf Jazzworkshops in Trossingen, Münster, Weikersheim, Bremen und Burghausen. 
Ab Mitte der 1980er-Jahre begann Beckerhoff eine Solokarriere; er spielte vorwiegend mit seinen eigenen Bands und Projekten und nahm erste Platten unter seinem eigenen Namen auf. 1983 gründete er die Uli Beckerhoff Group, in der zu Beginn unter anderem Christof Lauer, Bob Degen, Gunnar Plümer, John Marshall und Thomas Cremer spielten. Seit 1992 spielte die Band in einer Besetzung mit Matthias Nadolny, Michael Berger, Gunnar Plümer und Jo Thönes. 1987 und 1988 spielte er parallel im Uli Beckerhoff Trio mit Jasper van’t Hof und John Marshall. 

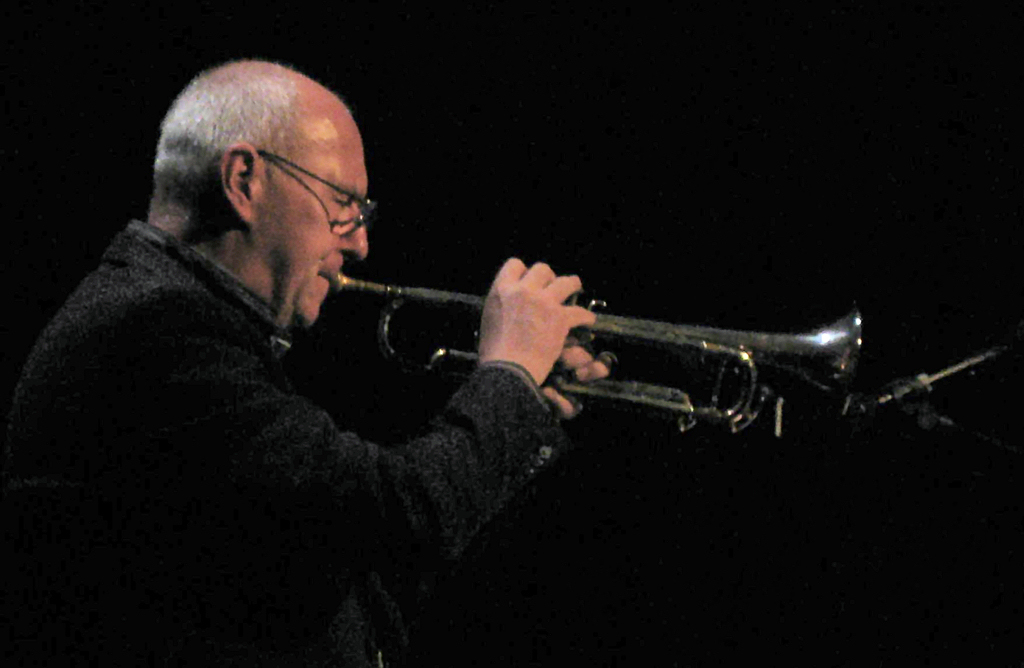
Uli Beckerhoff (2009)

Beckerhoff gilt als virtuoser Trompeter mit einem außergewöhnlichen Tonumfang und interessantem Sound. 

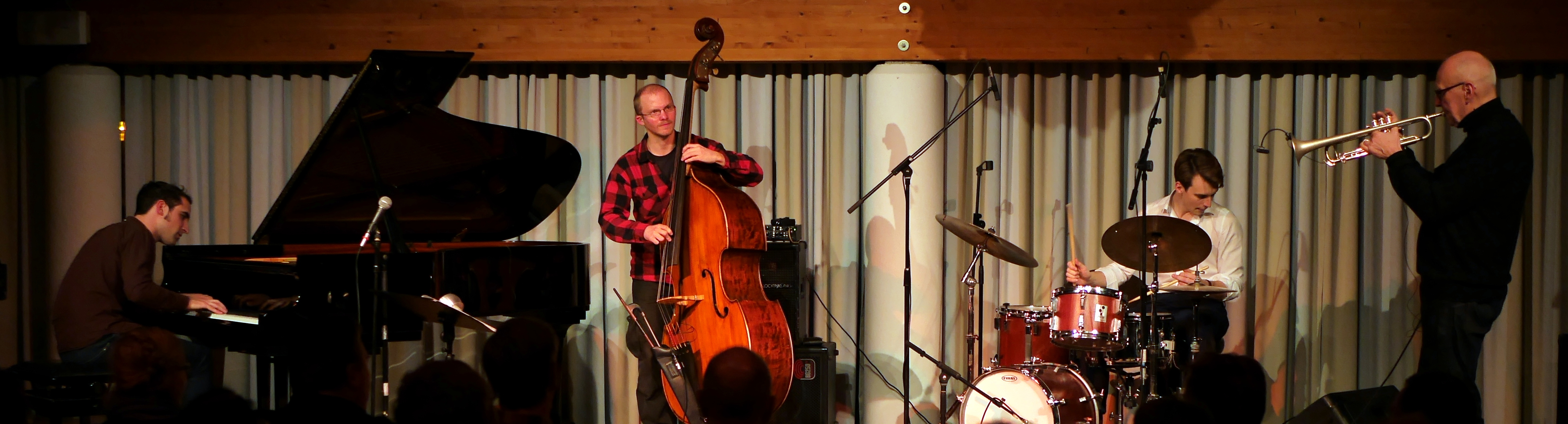
Uli Beckerhoff Quartett (Uli Beckerhoff (trp/flh), Richard Brenner (p), Moritz Götzen (b), Niklas Walter (dr))

Im Laufe der Jahre arbeitete Beckerhoff mit vielen deutschen und internationalen Jazzmusikern zusammen, unter anderem mit Stan Getz, Leon Thomas, Manfred Schoof, Albert Mangelsdorff, Joachim Kühn, Zbigniew Seifert, John Taylor, Adelhard Roidinger, John Abercrombie, Maria João, Norma Winstone, Jon Balke, Arild Andersen, Jon Christensen, Alex Riel, Marilyn Mazur und Michel Herr. Er half auch beim United Jazz and Rock Ensemble aus.
Mit dem australischen Tänzer und Choreographen Rhys Martin erarbeitete er Ende der 80er Jahre das Stück Audition, das mit großem Erfolg an den Schauspielhäusern in Basel, Bochum, Bremen, Düsseldorf und Freiburg im Breisgau aufgeführt wurde. 
Als Komponist erhielt Beckerhoff Aufträge für Filmmusiken sowie für Hörfunkproduktionen; er schrieb für die NDR Bigband und Sinfonieorchester.

## Diskografische Hinweise
- First Call 1975 (mit Wolfgang Engstfeld [ss ts], Michel Herr [el-p p], Sigi Busch [b], Heinrich Hock [dr perc]) (LP, Happy Bird/Bellaphon 5015; CD reissue als Wake Up 1995, Pastels CD 20.1614)
- Listen
- Flying Stork
- Reality 1984
- Stay 1989 (mit Detlef Beier [b], Serge Weber [keys])
- Camporondo (mit John Marshall, Jasper Van´t Hof) 1987/1989
- 1983 (mit der Gruppe Changes)
- Dedication
- Cinema
- Secret Obsessions 1992 (mit John Abercrombie [g], Arild Andersen [b], John Marshall [dr])
- Livin’ life acoustic’ly 1993 (mit Heli Schneider [dr g keys voc...], Eddy Bagnolo [dr keys perc], Karsten Günther [acc keys perc])
- Private Life (Nabel, 1993) (mit Matthias Nadolny [ts], John Abercrombie [g], John Taylor [p])
- Das Geheimnis (Soundtrack) (1995) (mit Matthias Nadolny [melodica ts], Gunnar Plümer [b], Jo Thönes [dr])
- La Voce (Jaro, 1997) (mit Norma Winstone [voice], Rosani Reis [voice], Giacomo di Benedetto [voice], Hartmut Kracht [b])
- Tomato Kiss
- Resurrection lounge 2002
- Heroes
- 70
- Diversity